# Crepis karelinii
Crepis karelinii là một loài thực vật có hoa trong họ Cúc. Loài này được Popov & Schischk. ex Czerep. mô tả khoa học đầu tiên năm 1964.